# Delta del Sacramento

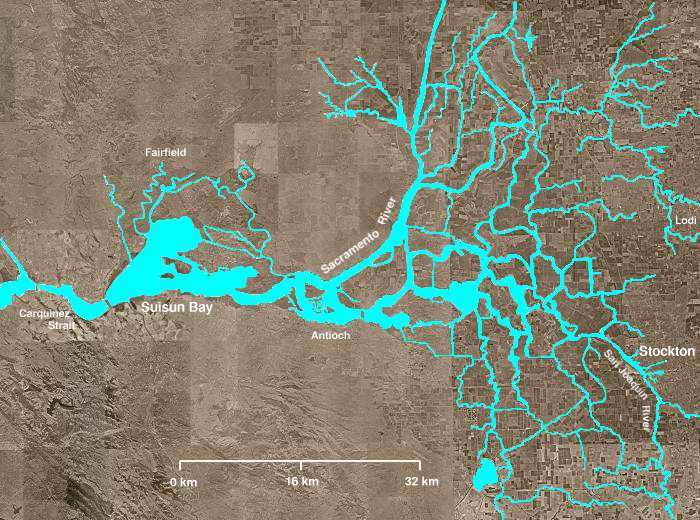
Immagine satellitare del delta del Sacramento.

Il Delta del Sacramento, o Delta del Sacramento-San Joaquin (Sacramento-San Joaquin River Delta), è un esteso estuario nell'estremità occidentale della California Central Valley formato dalla foce dei fiumi Sacramento e San Joaquin, ad est della Suisun Bay, la parte superiore della baia di San Francisco dove sfocia.
La città di Stockton si trova in prossimità del delta.